# 黎明 (1927年)
黎明（1927年11月21日—2022年12月26日），男，天津宁河人，中华人民共和国政治人物，任职于钢铁工业部门。

## 生平
黎明是天津市宁河县芦台镇人。1946年8月，黎明考入北京市高级工业学校机械科。1948年12月参加中国共产党领导的革命。1949年6月加入中国共产党。1949年8月，进入鞍钢动力部发电厂任见习技术员。1951年5月起，先后在鞍钢机械处、大型厂、生产处任职。1960年至1966年，历任鞍钢生产处副处长、生产办公室副主任，负责鞍钢全厂生产的管理。
1968年初，调任攀钢炼钢厂副厂长。1969年12月4日，中央确定攀钢1号高炉在1970年7月1日投产，临危受命的黎明调整了施工顺序并负责攀钢开工的准备工作，实现高炉如期投产。1973年起，黎明任攀钢革命委员会副主任、总工程师。文革结束后，1980年4月出任攀钢经理。攀钢是中国首个全部使用国产设备对钒钛磁铁矿进行冶炼的大型钢铁联合企业，在黎明的组织下实现了正常生产。黎明在任内还对攀钢管理体制进行了改革。
1982年3月，黎明任中华人民共和国冶金工业部副部长、党组副书记。1982年9月，在中共十二大上当选为中国共产党第十二届中央委员会候补委员。1985年9月，在中国共产党全国代表会议增选为中央委员会委员。1987年，在中共十三大上继续当选为中国共产党第十三届中央委员会候补委员。1992年，在中共十四大上继续当选为中国共产党第十四届中央委员会候补委员。
1983年9月14日起，黎明兼任上海宝山钢铁总厂工程指挥部总指挥、党委书记、总厂厂长。1994年，任宝钢集团董事长，一直任至1998年离休。在黎明的领导下，宝钢先后完成一至三期工程建设，按照邓小平“掌握新技术，要善于学习，更要善于创新”题词的要求，开创了中华人民共和国钢铁企业现代化建设的新路。
在职期间，黎明还先后兼任中国金属学会理事长、中国工业协会副会长、中国企业管理协会副会长、中国企业文化研究会副会长、中国集团公司促进会会长等职务。
2022年12月26日，在上海华东医院逝世，享年96岁。